# Plaza de Galicia (Villagarcía de Arosa)
La plaza de Galicia de Villagarcía de Arosa (Pontevedra) España. Es la principal plaza de la ciudad.
En esta plaza se celebran muchas fiestas, como la Fiesta del Agua o las campanadas de fin de año a las 12 de la mañana, ya que en Villagarcía de Arosa (Pontevedra) se celebran a esta hora y al igual que en la mayor parte del mundo a las 12 de la madrugada.
También en esta plaza se hacen todo tipo de espectáculos en la fiesta de San Roque, desde títeres hasta bailes de muñeiras.
Por esta plaza, al ser la más importante de toda la ciudad pasan cientos de personas diariamente, sobre todo os días de "mercadillo", dado que está muy cerca de la plaza.
También pasan muchísimos vehículos, pero no es la vía más transitada de la ciudad, salen de las calles, Padre Feijoó y Conde Vallellano, y entra en esta última, dado que es de ambas direcciones, en Arzobispo Lago y en la Calle Rey Daviña, que es una de las vías principales, comerciales y con más tránsito de personas de la ciudad.
Cerca de la plaza de Galicia, mejor dicho, lindando con ella está "El Castro", una de las zonas más antiguas de Villagarcía (barrio fundacional de Villagarcía). Es obligatorio pasar por esta plaza si se va de turismo a la ciudad de Villagarcía de Arosa, ya que es uno de los lugares más famosos, comerciales y dinámicos de la ciudad. Es una zona muy comercial, alberga desde centrales de periódicos famosos, hasta autoescuelas, y varios cafés.
- Datos: Q6079983